# ホルベアの時代から
組曲『ホルベアの時代から』または『ホルベアの時代より』（ノルウェー語：Fra Holbergs Tid、作品40）は、ノルウェーの作曲家エドヴァルド・グリーグが作曲した弦楽合奏のための組曲。原曲は1884年に書かれたピアノ独奏曲であるが、今日ではグリーグ自身が1885年に編曲した弦楽合奏版の方が広く知られている。ドイツ語の省略された題名から『ホルベルク組曲』（Holberg Suite）とも呼ばれる。
ホルベアとは「デンマーク文学の父」とも「北欧のモリエール」とも呼ばれるルズヴィ・ホルベア（1684年 - 1754年）のことである。ホルベアはグリーグと同じノルウェーのベルゲンに生まれ、当時ノルウェーがデンマーク統治下（デンマーク＝ノルウェー）にあったことから、デンマーク王フレゼリク5世の下、主にコペンハーゲンで活動した。

## 作曲の経緯
ホルベアの生誕地ベルゲンで、生誕200周年となる1884年に記念祭が行なわれることになった。グリーグは、この同郷の先人を記念する祝祭のために無伴奏男声合唱のためのカンタータと、ピアノ独奏のための組曲『ホルベアの時代から』を作曲した。カンタータは同年12月3日（ホルベアの誕生日）に初演され、『ホルベアの時代から』は12月7日にグリーグ自身のピアノで初演された。
翌1885年に『ホルベアの時代から』はグリーグ自身によって弦楽合奏のために編曲されたが、やがてこちらの方が有名になった。

## 特徴
題名の通り、また副題に「古い様式による組曲」とあるように、この作品はホルベアが生きていた時代の音楽、すなわちバロック音楽の様式を借りて書かれている。グリーグ本人は「ホルベアの同時代人だった、フランスのクラヴサン奏者たちの組曲をモデルにさせてもらった」とコメントしている。
ピアノ版が軽いタッチの爽やかな印象を与えるのに対し、弦楽合奏版は弦五部をベースにしているが、グリーグの弦楽合奏曲にしばしば見られるように、各パートがさらに細分化されたりソロが現れたりするなど、非常に音響的に豊かな作品に仕上げられている。またこのようなグリーグのオーケストレーションから考えても、かなり規模の大きい弦楽合奏（フルオーケストラの弦楽セクション）で演奏されることを前提にしている。

## 内容
- 第1曲：前奏曲　Allegro vivace　ト長調
バロックの組曲のスタイルに倣ったため、前奏曲が置かれる。ピアノ版はトッカータや無窮動のように疾走するが、弦楽版は無窮動な部分の各音をパートに分割。よりバロックらしく、リズミカルな印象を与える編曲が行われている。5曲中では最も有名。
- 第2曲：サラバンド　Andante espressivo　ト長調
三部形式。前奏曲とは対照的に穏やかな舞曲。弦楽合奏版では中間部でチェロのソロが入る。
- 第3曲：ガヴォットとミュゼット　Allegretto-Poco piu mosso　ト長調→ハ長調→ト長調
フランスの2つの舞曲のスタイルを組み合わせている。またミュゼットならではのバグパイプ独特のドローン音が表現されている。
- 第4曲：アリア　Andante religioso　ト短調
三部形式。バロック時代の先人達に倣ってはいるものの、そのほの暗く、時には熱っぽい曲調にはグリーグの個性が強く発揮されている。
- 第5曲：リゴドン　Allegro con brio　ト長調→ト短調→ト長調
二部形式。前の曲とは対照的に、いかにもバロック的な明るい舞曲である。弦楽合奏版では各パートのソロの重奏が、他のメンバーのピチカートの伴奏に乗って印象的に使用されている。非常にスピーディーな曲である。

## 備考
グリーグの姪の婿でもある同国人の作曲家ヨハン・ハルヴォルセンが後に、ホルベアを記念した管弦楽曲『古風な組曲』（Suite ancienne、作品31a、1911年）を作曲している。これはホルベアの劇のための付随音楽が基になっているが、『ホルベアの時代から』を模して「サラバンド」も加えている。